# Tulip Computers

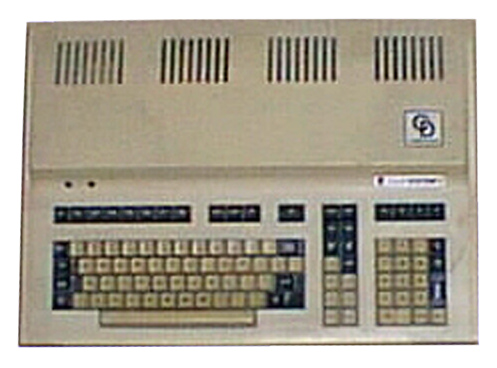
Tulip system 1

Tulip Computers was een Nederlands computerbedrijf dat IBM PC-compatibel-klonen bouwde. Het internationale hoofdkantoor was gevestigd in Amersfoort en voor de Benelux in Den Bosch.

## Geschiedenis
Het bedrijf werd in 1979 opgericht in Den Bosch als Compudata door Franz Hetzenauer en Rob Romein. Het begon als een importeur van Amerikaanse microcomputers, maar ontwikkelde in 1983 een eigen PC met de typenaam Tulip, die een verbetering was van de toen bestaande IBM-klonen. Zo werd het bedrijf in korte tijd, na marktleider IBM, de grootste computerverkoper op de Nederlandse markt en de vierde in Europa. In 1984 kreeg het bedrijf een notering aan de Amsterdamse effectenbeurs. In 1987 werd de bedrijfsnaam veranderd naar Tulip Computers. In 1997 kwam Tulip in het nieuws, nadat het in september het merk Commodore had overgenomen. Andere vernieuwingen waren de standaardinstallatie van het besturingssysteem van Microsoft en de USB-aansluiting op het moederbord.

### Zwaar weer
Begin 1998 kwam Tulip wederom in het nieuws, nadat Hetzenauer aandelen Tulip verkocht, vlak voor het bekend worden van de jaarcijfers over 1997, waarin een recordverlies gemeld werd van 27,5 miljoen gulden. Later dat jaar werd surseance van betaling aangevraagd, de fabriek werd verkocht en ging in 1998 door als onderdeel van de Amerikaanse computergroothandel Ingram Micro onder de naam Ingram Micro Frameworks. Ze zou als assemblagehal gaan fungeren. Tulip Computers ging verder als verkooporganisatie en werd overgenomen door de Royal Begemann Group. 250 medewerkers verloren door deze transactie hun baan. Ingram Micro Frameworks moest begin 2003 alsnog zijn poorten sluiten en de assemblagefabriek werd ontmanteld.

### Rechtszaak tegen Dell
In 2000 daagde Tulip computerfabrikant Dell voor de rechter omdat deze inbreuk zou maken op het door Tulip aangevraagde patent voor een zogenaamde 'risercard' (Amerikaans patent 5,594,621), die het mogelijk maakt de PCI- en ISA-bus compact samen te voegen.

## Faillissement
In mei 2006 werd bekendgemaakt dat Tulip Benelux, het door Begemann overgenomen deel, verder zou gaan onder de naam Terra Computers Benelux. Op 26 juni 2008 werd de naam van Tulip Computers gewijzigd naar Nedfield, de naam van haar investeringsmaatschappij Nedfield NV. Het bedrijf maakte echter al lang geen computers meer, doch was leverancier van een breed assortiment van communicatie-, connectivity- en home entertainment. Men bepleitte een agressieve groeistrategie. Op 30 juni 2009 werd door dit bedrijf echter opnieuw uitstel van betaling aangevraagd, en op 3 september 2009 zijn Nedfield NV en Nedfield Holding BV beide failliet verklaard. De domeinnaam tulip.com is sindsdien in het bezit gekomen van een Amerikaanse firma die verder niet gerelateerd is aan het oorspronkelijke Tulip Computers.